# Кунітама-Мару
Кунітама-Мару — транспортне судно, яке під час Другої світової війни брало участь у операціях японських збройних сил на Тихому океані. 
Судно спорудили в 1941 році на верфі Harima Shipbuilding and Engineering у Айой для компанії Tamai Shosen.
Під час Другої світової війни судно реквізували для потреб Імперського флоту Японії. Відомо, що 13 – 16 грудня воно прослідувало з порту Камрань (центральна частина узбережжя В’єтнаму) до таїландської Сінгори (східне узбережжя півострова Малакка) в конвої, що перевозив бійців 5-ї піхотної дивізії (японці висадились у Сінгорі вже в день нападу на Перл-Гарбор).
2 квітня 1942-го «Кунітама-Мару» разом зі ще 44 транспортами вийшло з Сінгапуру в межах операції по доставці 18-ї піхотної дивізії до Бірми (Другий бірманський конвой). 7 квітня конвой досягнув Рангуну.
21 – 26 жовтня 1942-го судно перейшло з Батавії (наразі Джакарта) до Сінгапуру, маючи на борту 4 тисячі військовополонених, а 30 жовтня – 27 листопада «Кунітама-Мару» все так же з військовополоненими на борту прослідувало з Сінгапуру до японського порту Моджі. 
Не пізніше весни 1943-го судно знову опинилось у Південно-Східній Азії, де 31 березня – 2 квітня прослідувало в якомусь конвої на Амбон (південна частина Молуккського архіпелагу). У середині квітня воно вже перебувало в Сурабаї (схід острова Ява) і прийняло тут на борт понад тисячу нідерландських військовополонених. 22 квітня «Кунітама-Мару» вийшло звідси у складі в конвою, який 29 квітня досягнув порту Амбон, а 30 квітня прибув до Амахаю (південне узбережжя острова Серам, за сотню кілометрів на північний схід від Амбону). Тут висадили частину полонених, після чого 5 травня конвой перейшов до острова Харуку (між Амахаєм та Амбоном). І в Амахаї, і в Харуку полонених задіяли у роботах зі спорудження аеродромів.
11 листопада 1943-го судно перебувало менш ніж за сотню кілометрів на північний захід від порту Амбон, де було перехоплене та потоплене американським підводним човном USS Capelin.